# Fritz Weinzinger
Friedrich Wilhelm Georg Maria „Fritz” Weinzinger (ur. 14 lipca 1890 w Weidling w Dolnej Austrii, zm. 22 maja 1963 w Wiedniu) – austriacki lekkoatleta, sprinter.
Podczas igrzysk olimpijskich w Sztokholmie (1912) odpadł w eliminacjach biegu na 100 metrów oraz w sztafecie 4 × 100 metrów.
Rekordzista Austrii w biegu na 100 metrów (10,8 – 3 października 1909, Wiedeń) i w sztafecie 4 × 100 metrów (44,2 – 4 lipca 1909, Wiedeń).

## Rekordy życiowe
- Bieg na 100 metrów – 10,8 (1909)
- Bieg na 200 metrów – 23,4 (1908)
- Skok w dal – 6,85 (1909)